# Офицерская кавалерийская школа

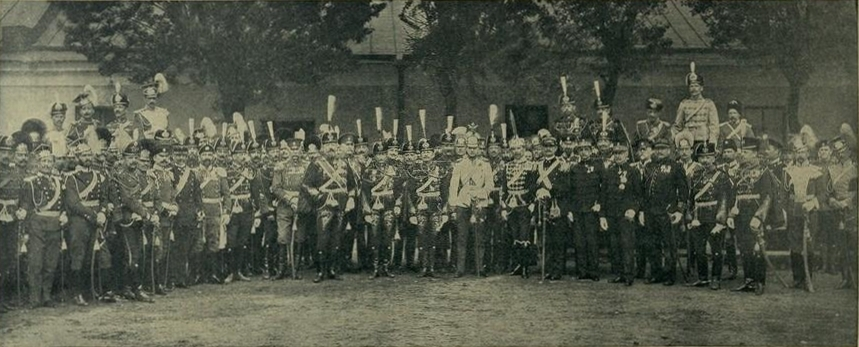
Офицеры переменного состава Офицерской кавалерийской школы и иностранные депутации, прибывшие ко дню её юбилея

Офице́рская кавалери́йская шко́ла — военно-учебное заведение для совершенствования офицеров кавалерии Русских гвардии и армии Вооружённых сил Российской империи.
Праздник школы: 9 мая. Дислокация: Санкт-Петербург, Шпалерная улица, Аракчеевские казармы. Сокращённое наименование — ОКШ. В другом источнике именуется — Кавалерийская офицерская школа.

## История школы
22 апреля 1809 года с целью объединения различных отделов службы обмундирования и снаряжения кавалерии сформирован Учебный кавалерийский эскадрон.

Генерал-инспектор кавалерии Николай Николаевич нашел при этом, что для получения эскадронов генштабистам необходимо пройти специальный одногодичный курс офицерской кавалерийской школы.

— А то они мне все эскадроны попортят, — будто бы выразился он. Школа эта, размещавшаяся в Петербурге в Аракчеевских казармах на Шпалерной, была к этому времени коренным образом преобразована и успела уже заслужить репутацию мало приятного учреждения. В ней впервые в России были применены мертвые барьеры, врытые в землю, и особенно пугали так называемые парфорсные охоты. Двухлетний курс школы проходили около ста офицеров кавалерийских полков, а на охоты командировались, кроме того, ежегодно все кандидаты на получение командования полком. Стонали бедные кавалерийские полковники, вынужденные скакать на этих охотах верст десять — двенадцать по пересеченной местности, многие уходили в отставку, не перенеся этого испытания.

Суровые требования кавалерийской школы сыграли полезную роль. Постепенно среди кавалерийских начальников становилось все больше настоящих кавалеристов и все меньше людей, склонных к покою и к ожирению.— Игнатьев А. А. [militera.lib.ru/memo/russian/ignatyev_aa/08.html Пятьдесят лет в строю. Книга I, глава 8]. — М.: Воениздат, 1986. — С. 124. — ISBN 5-203-00055-7.
В 1834 году Учебный кавалерийский эскадрон присоединён к Образцовому кавалерийскому полку, сформированному 5 июня 1826 года.
В августе 1875 года эскадрон переведён из Павловска в Санкт-Петербург в Аракчеевские казармы.
14 марта 1882 года Учебный кавалерийский эскадрон обращён на формирование Офицерской кавалерийской школы.
В 1897 году при Офицерской кавалерийской школе были организованы парфорсные охоты, вошедшие в курс обучения в качестве практических занятий. С 1899 года парфорсные охоты проводились в Поставах. На парфорсных охотах Офицерской кавшколы для офицеров старшего курса искусственные препятствия (кавалерийские барьеры) доводились до одного аршина 12 вершков высотой и 6 аршинов шириной.
С началом Первой мировой войны летом 1914 года занятия в школе прекращены. 29 июля 1914 года решением Военного совета эскадрон постоянного состава школы развёрнут в полк Офицерской школы и вместе с 20-м драгунским Финляндским полком сведён в 4-ю отдельную кавалерийскую бригаду. В полку Офицерской школы состояли 27 офицеров, три военных чиновника, священник, 615 строевых и 47 нестроевых нижних чинов. Конский состав: 705 лошадей (30 верховых казённо-офицерских, 634 верховых для нижних чинов, две вьючные и 39 обозных.
В советское время на базе Офицерской кавалерийской школы была создана 1-я Кавалерийская школа, ставшая затем Высшими Краснознамёнными курсами усовершенствования командного состава кавалерии (г. Новочеркасск), преобразованными впоследствии в Краснознамённую высшую офицерскую кавалерийскую школу (Москва).

## Задачи школы
I. Офицерская Кавалерийская Школа имеет назначением:

а) Подготовлять офицеров кавалерии и казачьих войск к командованию эскадроном или сотнею, давая им средства для усовершенствования их специального образования (теоретического и практического), согласно с общим ходом развития кавалерийского дела по всем его отраслям, равно способствовать этим же путём к поддержанию во всех кавалерийских частях необходимого единства в применении Высочайше утверждённых для них правил службы, а также способствовать к усвоению во всей кавалерии однообразных приёмов строевой езды и выездки лошадей.

б) Приготовлять сведущих наездников унтер-офицерского звания для выездки лошадей в полках кавалерии и конных батареях артиллерии.

в) Вырабатывать способы и системы обучения езде и выездке лошадей, наиболее соответствующие обстановке, потребностям и материалу строевых кавалерийских частей и требованиям боевой службы кавалерии; практически испытывать и исследовать по указаниям Военного министра усовершенствования, до кавалерии относящиеся, вновь вводимые как у нас, так и в иностранных армиях; разрабатывать и испытывать различные методы и приемы воспитания и обучения как людей, так и лошадей в кавалерии, а также испытывать образцы проектируемых обмундирования, снаряжения и вооружения кавалерии.

г) Приготовлять для полков в армейской кавалерии и армейских казачьих полков сведущих кузнецов, равно развивать между обучающимися в Школе офицерами знания правильных приемов ковки

## Обучение в школе
Школа состояла из шести отделов: 1) драгунского, 2) казачьего, 3) эскадрона школы, 4) инструкторского, 6) отдела наездников для нижних чинов и 5) учебной кузницы. В 1891 году инструкторский отдел школы был закрыт, а курс выездки добавили в программу отдела эскадронных и сотенных командиров.

### Обучение офицеров
Приём в школу производился к 1 октября без особых экзаменов. В драгунский отдел ежегодно принимали 38 офицеров (6 гвардейских), в казачий — 24 (1 гвардейский). Учебный курс для офицеров продолжается почти два года (с 1 октября одного года по 15 августа второго). Перевод в старший курс школы производится по годовым отметкам.
Предметы теоретического обучения: а) правила верховой езды, воспитание и выездка лошадей; б) тактика; в) история конницы; г) сведения о ручном орудии; д) сведения по телеграфному делу и по разрушению сообщений; е) иппология; ж) правила ковки. Практические занятия: а) верховая езда, в том числе парфорсная охота, б) дальние марш-броски, в) решение тактических задач на планах, г) глазомерная и маршрутная съемка, д) решение тактических задач на местности и т. п.
По окончании курса офицеры возвращались в свои части и принимали первый освободившийся эскадрон или сотню, даже если в части были другие офицеры, старшие по чину, но не прошедшие обучение в школе.

### Обучение нижних чинов
Нижние чины ежегодно поступали в драгунский отдел и учебную кузницу. В драгунский отдел командировались унтер-офицеры и рядовые 2 — 3 года службы (по одному от каждых двух кавалерийских полков), хорошо ездящие верхом, грамотные и, преимущественно, из успешно окончивших полковую учебную команду.
Курс обучения занимал два года и включал в себя следующие теоретические занятия: а) иппология; б) правила верховой езды; в) воспитание и выездка лошадей; г) правила ковки. Практические занятия включали в себя езду на выезженных и молодых лошадях, вольтижировку и гимнастику.
По окончании курса нижние чины возвращались в свои части, при этом выдержавшие экзамен на «отлично» производились в старшие (взводные) унтер-офицеры и переименовывались в кандидатов на должность наездника, выдержавшие экзамен на «хорошо» производились в младшие унтер-офицеры, но наездниками стать не могли. Не выдержавшие экзамена отчислялись в свои части.
В учебную кузницу для изучения кузнечного дела ежегодно принимали новобранцев из кавалерийских полков и казаков. Курс обучения длился 1 год.

### Прочие сведения
С 1867 по 1909 год школа выпустила 1 068 офицеров в регулярную кавалерию, 106 — в казачьи войска, а также 138 инструкторов и 2 187 нижних чинов.
При школе действовали два музея: конского снаряжения и ручного оружия.
В 1906—1914 годах при школе издавался специализированный журнал «Вестник русской конницы».
В конце XIX столетия при школе имелись команды трубачей и нестроевых нижних чинов и Николаевская школа солдатских детей, учреждённая в 1893 году, в память Великого князя Николая Николаевича.

## Знаки отличия

### Штандарт
Юбилейный штандарт образца 1900 года. Пожалован 22 апреля 1909 года. Кайма красная, шитье золотое. Навершие вызолоченное образца 1857 (армейского). Древко тёмно-зелёное с вызолоченными желобками. «1809-1909». Спас Нерукотворный. Александровская юбилейная лента «1909 ГОДА» «1809 г. УЧЕБНЫЙ КАВАЛEPIЙCKIЙ ЭСКАДРОНЪ». В 1914 году штандарт передан в сформированный полк Офицерской кавалерийской школы.

### Нагрудный знак выпускников школы
Утвержден 7 сентября 1898 года. Знак серебряный. На сложенной венком ленте, под Императорской короной, Николаевский орел. Лента завязана внизу бантом с рельефными золотыми буквами «О. К. Ш.». Под орлом скрещенные серебряные палаш, шашка и сабля, клинками вверх. Эфесы золотые.

### Юбилейный знак
Утвержден 27 апреля 1909 года. Черный эмалевый щит, обрамленный золотой с красным просветом лентой с надписями: «Учебный кавалерийский эскадрон», «Образцовый кавалерийский полк». Щит увенчан черным орлом времен императора Павла I, на груди которого расположен белый Мальтийский крест, а на нем красный щиток с Московским гербом. На щите вензеля Императоров Александра I и Николая II, а также скрещенные золотые шашка, палаш и сабля. Низ знака обрамлен венком из лавровых и дубовых ветвей. Внизу находится продолговатый золотой щиток, на котором красной эмалью изображено: «1809-1909». Над ним положена золотая, с красным просветом лента, на которой надпись: «Офицерская кавалерийская школа». Знак золотой.

### Знак ветеринарных курсов
Утвержден 5 июня 1914 года. Серебряный Николаевский орел. Корона, щит, факел и венок в лапах орла золотые. Под орлом золотой венок, низ которого покрыт синей эмалевой лентой с золотыми буквами: «В. К.». Между этой лентой и хвостом орла белая эмалевая лента с золотыми буквами "О.К.Ш.

## Форма школы
4 июня 1907 года постоянному составу школы была присвоена следующая форма одежды: чёрный доломан с желтыми (у офицеров золотыми филиграновыми) шнурами, чёрный ментик, подбитый алым сукном и отороченный барашком, краповые чакчиры с учебной тесьмой (у офицеров с галуном) и гусарская барашковая шапка с красным шлыком; оружие — сабля или шашка на поясной портупее и винтовка.

## Начальники эскадрона и школы
- 1869—1882 — полковник (с 07.07.1872 генерал-майор, с 30.08.1881 генерал-лейтенант) фон Штейн, Константин Львович[7]
- 22.10.1882 — 29.12.1885 — генерал-майор Тутолмин, Иван Фёдорович
- 10.01.1886 — 16.04.1897 — полковник (с 30.08.1890 генерал-майор) Сухомлинов, Владимир Александрович
- 03.05.1897 — 03.02.1902 — генерал-лейтенант Агаси Бек Авшаров, Александр Александрович
- 10.02.1902 — 19.04.1906 — генерал-майор Брусилов, Алексей Алексеевич
- 20.04.1906 — хх.хх.1906 — генерал-майор Мейнард, Вальтер Вальтерович
- 06.11.1906 — 05.01.1909 — генерал-майор Безобразов, Владимир Михайлович
- 07.01.1909 — 15.08.1914 — генерал-майор (с 14.04.1913 генерал-лейтенант) Химец, Василий Александрович

В помощь начальнику школы, для заведования учебной частью, был учреждён учебный комитет.

## Командиры полка Офицерской кавалерийской школы
- 01.08.1914-13.03.1915 — полковник Васильев, Василий Клавдиевич
- 27.03.1915-хх.11.1915 — полковник принц Мюрат, Наполеон Ахилович
- 01.05.1916-22.04.1917 — полковник Родзянко, Александр Павлович
- 04.05.1917-xx.xx.xxxx — полковник Далматов, Александр Дмитриевич

## Фотографии

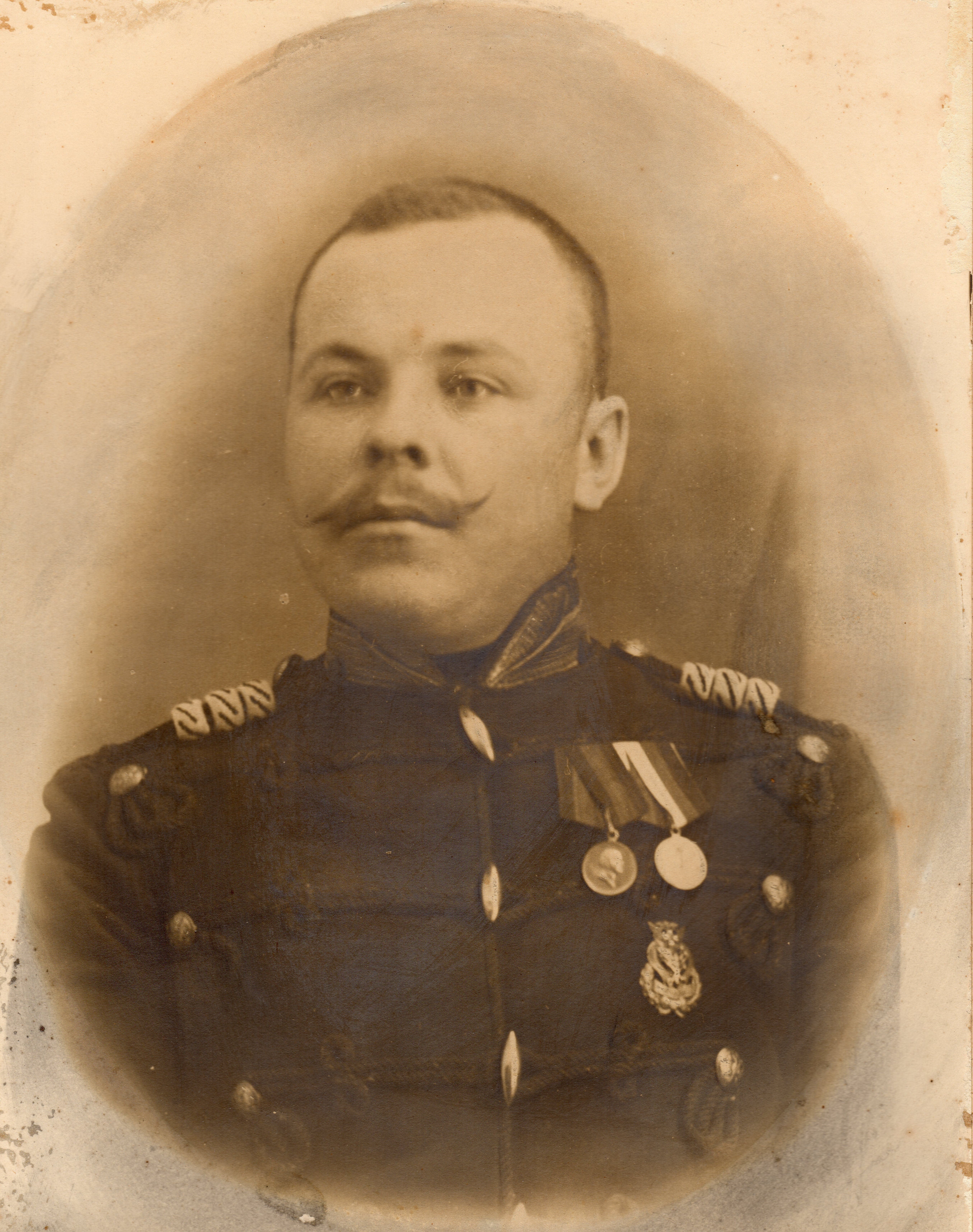
Старший унтер-офицер постоянного состава Офицерской кавалерийской школы Михаил Николаевич Козляков
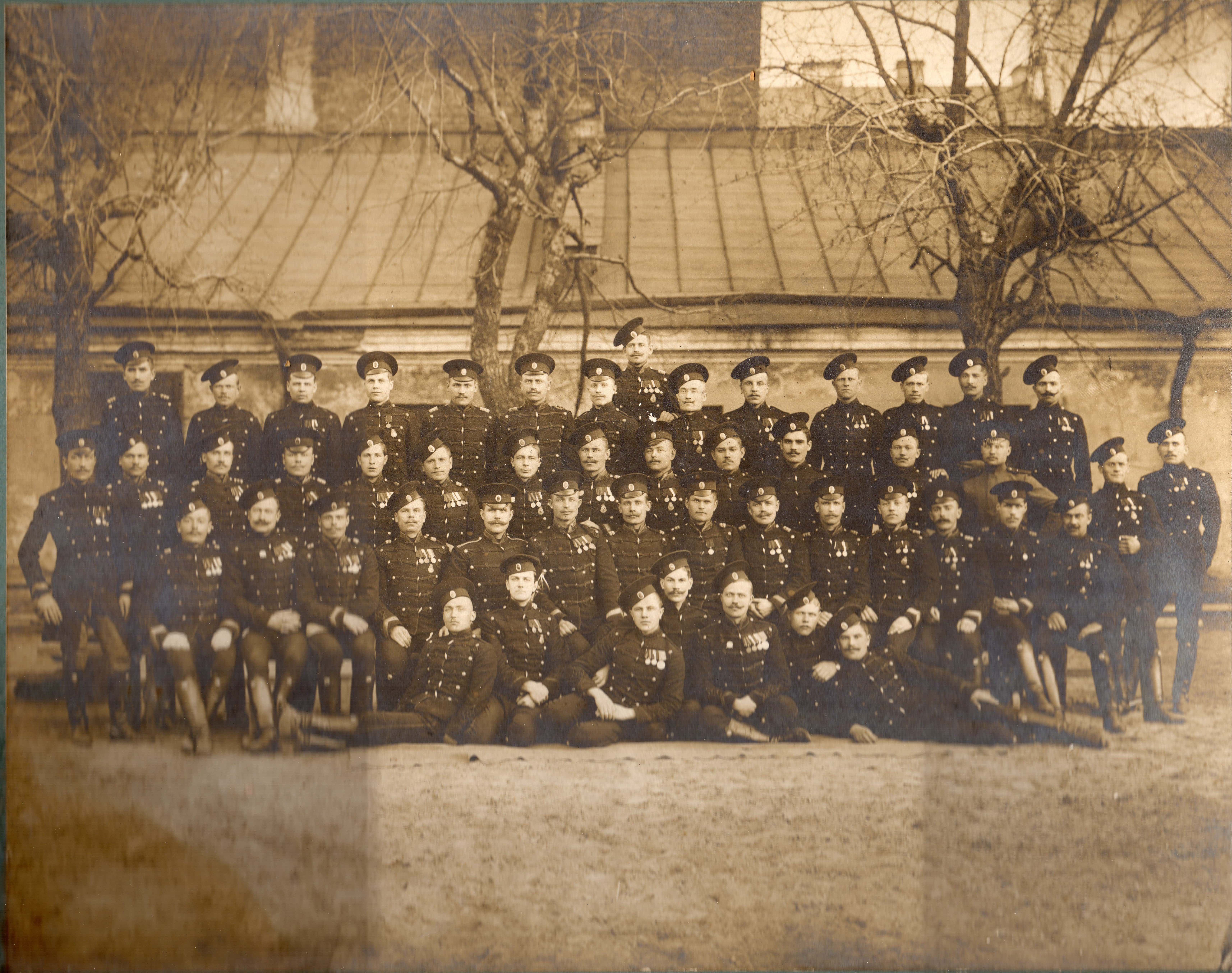
Группа нижних чинов постоянного состава Офицерской кавалерийской школы
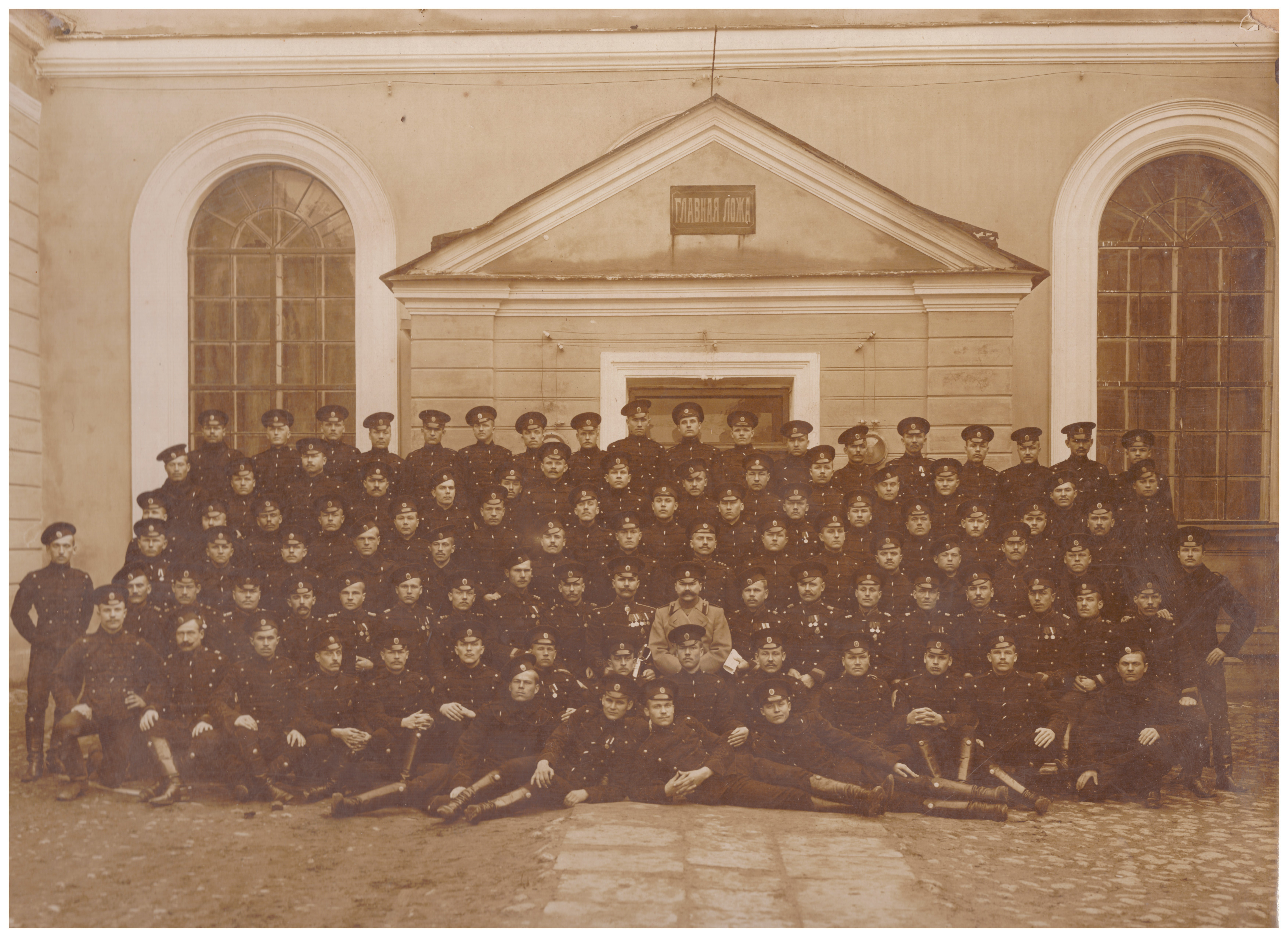
Группа офицеров и нижних чинов постоянного состава Офицерской кавалерийской школы
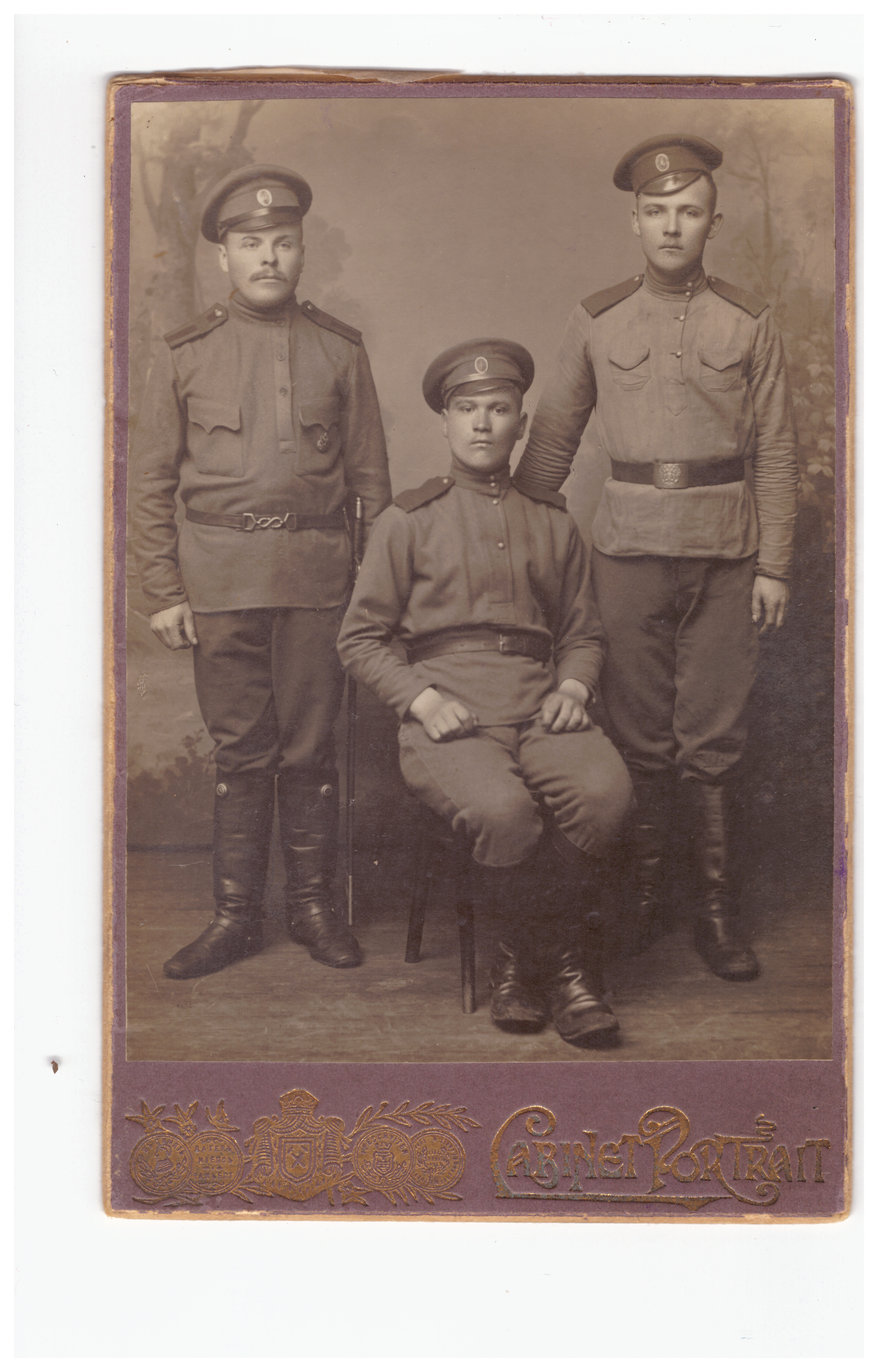
Старший унтер-офицер (слева) полка Офицерской кавалерийской школы, Первая мировая война
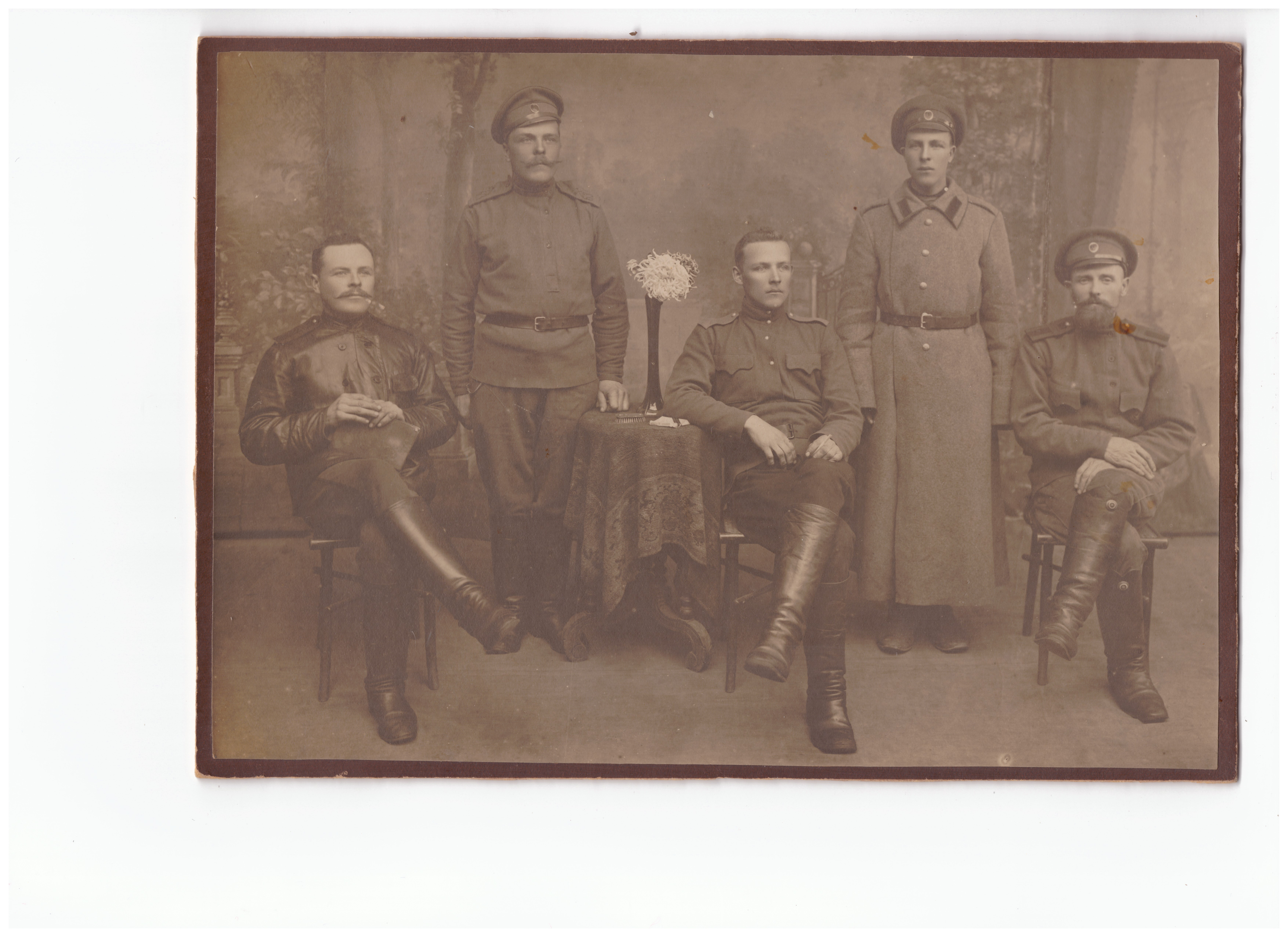
Старший унтер-офицер (сидит справа) полка Офицерской кавалерийской школы, Первая мировая война